# Paul Costes
Paul Costes (Francia, 4 de abril de 2003) es un jugador profesional francés de rugby que se desempeña en la posición de centro interior en Stade Toulousain, equipo perteneciente a la liga Top 14.

## Carrera
Costes es un jugador de formación francesa (JIFF). En 2010 comenzó su carrera deportiva con el equipo Toulouse Université Club, en el cual jugó cinco temporadas (2010-2015), después pasó a Union sportive Colomiers rugby (2015-2018), luego a Stade Toulousain, donde lleva jugando seis temporadas.